# Rocacorba (Sarral)
La Rocacorba és una muntanya de 563 metres que es troba al municipi de Sarral, a la comarca de la Conca de Barberà.